# Jaltomata grandiflora
Jaltomata grandiflora là loài thực vật có hoa trong họ Cà. Loài này được (B.L. Rob. & Greenm.) D'Arcy, Mione & Davis mô tả khoa học đầu tiên năm 1992.